# Олівер Джефферс

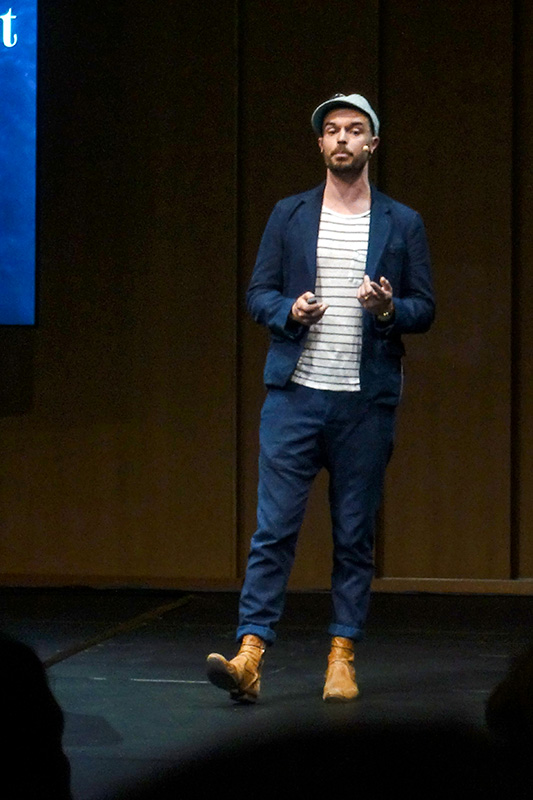
Олівер Джефферс на Typo Berlin 2017

Оліве́р Дже́фферс (Oliver Jeffers, нар. 1977) — північноірландський художник, ілюстратор та письменник, живе і працюєу Брукліні. Навчався в інтегрованій середній школі Газелвуд-коледж, згодом закінчив Університет Ольстера в 2001 році.

## Життя і творчість
Творчість Джефферса включає чимало напрямків, від фігуративного малярства та інсталяцій до ілюстрацій та фотокнижок. Його роботи виставлялися в Нью-Йорку, в Бруклінському музеї, Берліні, Дубліні, Лондоні, Сіднеї, Вашингтоні, Белфасті.
Автор ілюстрованих книг для дітей, виданих «HarperCollins» у Великій Британії і «Penguin» у США. Дебютна книжка «How to Catch a Star» («Як сягнути зірки») вийшла в 2004 році й отримала схвалення критиків, а «Lost and Found» («Бюро знахідок») (2005) завоювала золоту медаль книжкової премії Nestlé Smarties 2006 року, премію Blue Peter у 2006 році і була номінована на медаль Кейт Грінвей у тому ж році. The Incredible Book Eating Boy («Неймовірний хлопчик, що їсть книги») (2007) отримала Ірландську книжкову премію як Дитяча книга року. Його четверта книга The Way Back Home (Шлях додому) вийшла у вересні 2007 року, а наступна, The Great Paper Caper («Великі паперові каперці»), — у вересні 2008. Stuck & This Moose Belongs to Me потрапила в список бестселерів Нью-Йорк Таймс. Книги Джефферса перекладені німецькою, іспанською, французькою та іншими мовами.
«The Day the Crayons Quit» стала № 1 у списку бестселерів Нью-Йорк Таймс.
В ілюстрації Джефферс використовує змішану техніку і визнається за тонкі сюжети й використання вільного простору в композиції. Як ілюстратор він працював для таких клієнтів, як Orange Велика Британія, Lavazza, Sony PSP, RCA Records, Starbucks, United Airlines, Newsweek, Wired, Irish Times, The Guardian, Creative Review, New York Times, Kinder та The Telegraph.
У 2007 році, Джефферс був офіційним ілюстратором Всесвітнього дня книги.

## Список робіт

### Письменник і ілюстратор
- How to Catch a Star (Philomel, 2004)
- Lost and Found (Philomel, 2005)
- The Incredible Book Eating Boy (Philomel, 2006)
- The Way Back Home (Philomel, 2007)
- The Great Paper Caper (Philomel, 2008)
- The Heart and the Bottle (Philomel, 2010)
- Up and Down (Philomel, 2010)
- Stuck (Philomel, 2011)
- This Moose Belongs to Me (Philomel, 2012)
- The Hueys series (Philomel)
  - The New Jumper / The New Sweater  2012)
  - It Wasn't Me (2014)
  - None the Number (2014)
  - What's the Opposite? (2016)
- Once Upon an Alphabet: Short Stories for All the Letters (Philomel, 2014)
- Here We Are: Notes for Living on Planet Earth (Philomel, 2017)

### Ілюстратор
- Noah Barleywater Runs Away, автор Джон Бойн (2010)
- The Boy Who Swam With Piranhas, автор Девід Олмонд (2012)
- The Terrible Thing That Happened to Barnaby Brocket, автор Джон Бойн (Knopf, 2013)
- The Day The Crayons Quit, автор Дрю Дейволт (Philomel, 2013)
- Five Go to Smugglers Top, автор Енід Блайтон, 70th Anniversary limited edition (2013)
- Stay Where You Are And Then Leave, автор Джон Бойн (2014)
- The Day the Crayons Came Home, автор Дрю Дейволт (Philomel, 2015)
- Imaginary Fred, автор Еойн Колфер (HarperCollins, 2015)

### Автор обкладинки
- The Weight of Water, автор Сара Кроссан (2011)

### Інші
- Neither Here Nor There — монографія картин Олівера Джефферса, видана Gestalten (2012)

## Нагороди
- 2005 Merit — CBI Bisto Book of the Year Awards How To Catch A Star
- 2005 Gold Award — Nestlé Smarties Book Prize (5 years and under category) Lost and Found
- 2006 Winner — Blue Peter Book Award Lost and Found
- 2006 Winner — Channel 4 Richard & Judy Award The Incredible Book Eating Boy
- 2006 Merit — CBI Bisto Book of the Year Awards  Lost and Found
- 2007 Winner — Irish Book Awards The Incredible Book Eating Boy
- 2007 Merit — CBI Bisto Book of the Year Awards  The Incredible Book Eating Boy
- 2008 Merit — CBI Bisto Book of the Year Awards  The Way Back Home
- 2009 Merit — CBI Bisto Book of the Year Awards  The Great Paper Caper
- 2009 Winner — British Academy Children's Awards Lost and Found Best Illustrated Film with Studio AKA
- 2010 Winner — New York Emmy Awards Best Commercial, Artwalk 09
- 2010 Winner — New York Emmy Awards Best Graphics, Artwalk 09
- 2010 Winner — British Book Design and Production Awards The Heart and the Bottle
- 2011 Winner — V&A 2011 Book Illustration Award The Heart and the Bottle
- 2012 Winner — CBI Book of the Year Awards Honour Award for Illustration, Stuck
- 2012 Winner — Irish Book Awards Junior Children's Book of the Year — This Moose Belongs to Me[7]
- 2012 Winner — The New York Times Book Review One of the year's Best Illustrated Children's Books for The Hueys in The New Sweater
- 2013 Winner — Orbil Prize Best Illustrated Book, Stuck
- 2013 Winner — CBI Book of the Year Awards Honour Award for Illustration, This Moose Belongs To Me
- 2014 Winner — ALA Notable Book 2014 ALA Notable Book, The Day The Crayons Quit (illustrator)
- 2014 Winner — CBI Book of the Year Awards 2014 Children's Choice Award, The Day The Crayons Quit (illustrator)
- 2014 Winner — Children's Book Council 2014 Children's Choice Book Awards (Kindergarten to Second Grade Book of the Year) The Day The Crayons Quit (illustrator)
- 2014 Winner — The Hay Festival of Literature and the Arts 2014 Inaugural Hay Medal for an Outstanding Body of Work
- 2015 Winner — Texas Bluebonnet Award The Day The Crayons Quit (illustrator)
- 2015 Winner — CBI Book of the Year Awards 2015 Book of the Year Award, Once Upon An Alphabet
- 2015 Winner — CBI Book of the Year Awards 2015 Children's Choice Award, Once Upon An Alphabet